# Akysis clavulus
Akysis clavulus е вид лъчеперка от семейство Akysidae.

## Разпространение
Видът е разпространен във Виетнам.

## Описание
На дължина достигат до 3,5 cm.